# Le Secret de la casbah
Pour plus de détails, voir Fiche technique et Distribution.
Le Secret de la casbah (Dramma nella Kasbah) est un film noir italo-américain de Ray Enright et Edoardo Anton sorti en 1953.

## Synopsis
Le gouvernement français enquête sur la localisation de lingots d'or volés pendant la Seconde Guerre mondiale. Le touriste Mike Canelli, un ancien militaire qui a servi en Algérie française pendant la guerre, est pris pour un agent américain qui aide les Français. 

## Fiche technique
- Titre français : Le Secret de la casbah ou Aventure à Alger ou L'Homme du Caire[1]
- Titre original italien : Dramma nella Kasbah ou Dramma nella Casbah ou Missione ad Algeri ou Avventura ad Algeri[2]
- Titre américain : The Man from Cairo ou Cairo Incident ou Crime Squad ou Algiers Ambush
- Réalisateur : Ray Enright, Edoardo Anton
- Scénario : Eugene Ling, Philip Stevenson, Janet Stevenson, Edoardo Anton
- Photographie : Mario Albertelli (it)
- Montage : Mario Serandrei
- Musique : Renzo Rossellini
- Production : Livio Dall'Oglio, Bernard Luber, Robert L. Lippert
- Sociétés de production : Società italiana gestioni manifestazioni artistiche italarte (Rome), Michaeldavid Productions (Los Angeles)
- Pays de production :  Italie •  États-Unis
- Langue originale : anglais
- Format : Noir et blanc - 1,37:1 - Son mono - 35 mm
- Durée : 81 minutes
- Genre : Film noir
- Dates de sortie :
  - Italie : 3 septembre 1953
  - États-Unis : 27 novembre 1953
  - France : 29 avril 1955[1]

## Distribution
- George Raft : Mike Canelli
- Gianna Maria Canale : Lorraine Belogne
- Massimo Serato : Basil Constantine
- Guido Celano : Sergent Émile Touchard
- Irène Papas : Yvonne Le Beaux
- Alfredo Varelli : Gal Dumont, alias Professeur Crespi
- Leon Lenoir : Capt. Akhim Bey
- Mino Doro : Major Le Blanc, nom d'emprunt d'Émile Moreau
- Angelo Dessy : Pockmark
- Henri Vidon

## Production
Le film est produit par Bernard Luber, qui venait de réaliser Les Requins font la loi (en) (Loan Shark) avec George Raft. Il a été tourné en Algérie et en Italie et a été produit avec un budget de 235 000 dollars.